# ريما طويل
ريما طويل هي سوبرانو فرنسية اللبنانية. لدت في بيروت (لبنان).

## حياتها
السوبرانو الفرنسية اللبنانية ريما طويل هي طالبة في المعهد الوطني للموسيقى في بيروت ومركز تنمية لا سكالا في ميلانو. الحائزة على العديد من الجوائز من المسابقات الدولية، غنت ريما في الكثير من المشاهد الأوروبية والأمريكية، وشاركت في العديد من المهرجانات مع المطربين.